# Watermolen van Dormaal

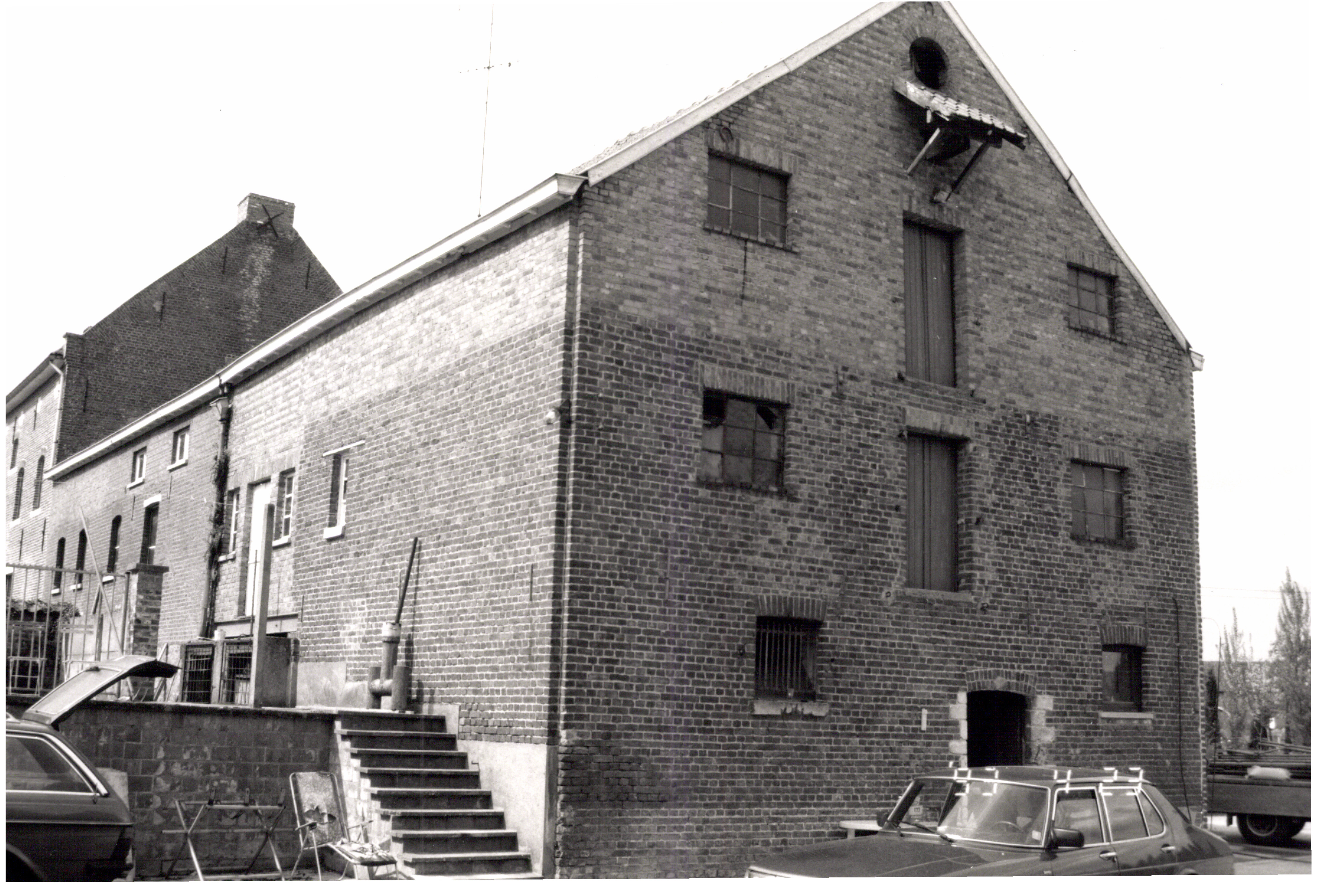
Watermolen van Dormaal

De Watermolen van Dormaal (ook: Molen Lammens) is een watermolen in de tot de Vlaams-Brabantse gemeente Zoutleeuw behorende plaats Dormaal, gelegen aan de Grote Steenweg 72.
Deze bovenslagmolen op de Dormaalbeek of Molenbeek, fungeerde als korenmolen en oliemolen.

## Geschiedenis
Deze molen werd voor het eerst vermeld in de 14e eeuw en was een banmolen van de heren van Dormaal, behorende bij het kasteel.
In 1572 werd hij uitgebreid met een oliemolen en in 1642 was er sprake van een wedemolen, voor de bereiding van blauwe kleurstof.
In de 19e eeuw werd de molen tot bovenslagmolen omgebouwd. De molengebouwen zijn hoofdzakelijk 19e-eeuws maar een oudere kern is mogelijk aanwezig. In 1856 werd een stokerij ingericht waarbij een stoommachine werd toegepast en suikerbieten als grondstof fungeerden.
Het metalen bovenslagrad is nog aanwezig, evenals delen van de maalinrichting.